# Jean-Louis Bory
Jean-Louis Bory (n. 25 iunie 1919, Méréville⁠(d), Seine-et-Oise, Franța – d. 11 iunie 1979, Méréville⁠(d), Île-de-France, Franța) a fost un scriitor, jurnalist și critic de film francez.

## Viața
Jean-Louis Bory s-a născut la 25 iunie 1919 la Méréville, Essonne⁠(d).
Fiul unui farmacist și al unei profesoare, provenea dintr-o familie de dascăli. Cu un tată ateu și o mamă nepracticantă, religia a jucat un rol minor în dezvoltarea lui. Mai degrabă Frontul Popular i-a format caracterul. Elev strălucit la Étampes, a intrat la Lycée Henri-IV.
Tocmai când era pregătit să intre la École Normale Supérieure în 1939, a fost chemat în serviciul militar. Revenind în Cartierul Latin în octombrie 1942, a promovat examenele pentru a intra în învățământ în iulie 1945. Două luni mai târziu, edituraFlammarion⁠(d) a publicat primul său roman, Mon village à l'heure allemande, care a câștigat Premiul Goncourt cu sprijinul lui Colette. Cu vânzări de 500.000 de exemplare, romanul a reprezentat un succes excepțional, chiar dacă era repartizat într-un post în Haguenau, în provincia Bas-Rhin. Banii i-au permis să cumpere de la contesa Cally, mătușa sa, proprietatea pe care bunicii săi au dobândit-o în 1880 la Méréville. Era cunoscută sub numele de „Vila des Iris”, iar el a redenumit-o „La Calife” sau „Califul”. A doua sa carte (Chère Agle, 1947) a avut mai puțin succes. În 1948 a fost repartizat în regiunea Parisului și a colaborat la La Gazette des Lettres alături de Robert Kanters, Paul Guth⁠(d) și François Mauriac.
Din punct de vedere politic, făcea parte din generația dezamăgită de lipsa unei tranziții de la „mișcarea de rezistență la revoluție”. A fost chiar solicitat de Aragon să se alăture PCF, dar a preferat să-și limiteze apartenența la grupuri cvasi-comuniste, precum mișcarea pacifistă Mouvement de la Paix⁠(d), Asociația Națională a Scriitorilor și Asociația Franța-URSS. Numit la Liceul Voltaire în 1950, și-a făcut debutul ca jurnalist în 1952 la Samedi Soir. Totuși, în 1955 a ales să-l urmeze pe prietenul său Francis Erval la L'Express, publicație care era portavocea lui Pierre Mendès France⁠(d), de ale cărui politici devenea tot mai atras.
Mai mult, în 1956, a rupt legăturile cu comuniștii din cauza intervenției sovietice în Ungaria împotriva căreia a semnat o petiție alături de Edgar Morin⁠(d), Gilles Martinet, Jean-Marie Domenach⁠(d) și Georges Suffert. De asemenea, a demisionat din Comitetul de Onoare al Asociației Franța-URSS. Totuși, acest lucru nu l-a împiedicat să susțină pozițiile anticolonialiste din lumea a treia. Astfel, în 1960, când editorul său Rene Julliard i-a propus să semneze Manifestul celor 121, nu a ezitat și s-a trezit suspendat din postul de profesor pe care îl ocupase la Lycée Henri-IV din 1957. A fost reintegrat după câteva luni, dar acest eveniment a marcat o ruptură în relația sa cu profesia de dascăl pentru care a avut întotdeauna cel mai profund respect. Elevii lui i-au oferit o mare satisfacție, iar exclamația de bucurie „Mamă, îl am pe Bory!” era frecvent auzită, așa cum și-a amintit Michel Cournot⁠(d) într-un articol publicat după moartea lui Bory în Nouvel Observateur .
În 1957, s-a alăturat comitetului editorial al revistei Cahiers des saisons, unde a publicat scurte texte literare. În 1961, l-a înlocuit pe François Truffaut ca critic de film pentru săptămânalul Arts. În anul următor, a renunțat la predare și la activitatea sa la La Gazette des Lettres pentru a se dedica jurnalismului și literaturii. Încercarea de a-și relansa cariera literară cu L'Odeur de l'herbe (Julliard, 1962) nu a fost un succes. Totuși, participarea la emisiunea Le Masque et la Plume în 1964 i-a oferit un public care a contribuit la succesul său ca critic. La sfârșitul anului 1964, din loialitate față de François Erval, a încetat colaborarea cu L'Express.
În ianuarie 1965, Guy Dumur i-a oferit oportunitatea de a-și continua activitatea de critic literar în Nouvel Observateur. Acolo, l-a reabilitat pe Louis-Ferdinand Céline înainte de a lega prietenii cu Paul Morand și Jacques Chardonne⁠(d). Grupul pe care l-a adunat la Méréville în 1964-1965  — François Nourissier⁠(d), Hervé Bazin, Jean d'Ormesson, Georges Suffert, Louis Pauwels  — a marcat o orientare spre dreapta. Spectrul prieteniilor sale era foarte larg, dar nu i-a afecatat volumul de muncă. Începând din noiembrie 1966 l-a înlocuit pe Michel Cournot⁠(d) drept critic de film la Nouvel Observateur.
Și-a încheiat activitatea pentru Arts, devenind efectiv criticul său de film fără a lucra acolo. Faimos pentru duelurile de opinii cu Georges Charensol și Aubria Michel (alias lui Pierre Vallières⁠(d)) la La Masque et la plume, a apărat cinematograful din Lumea a Treia, în special cea africană și arabă. De asemenea, a devenit cel mai influent critic de artă din circuitul „Art et Essais” din Cartierul Latin. Dar entuziasmul său a atins apogeul în mai 1968, când s-a numărat printre liderii care au oprit Festivalul de Film de la Cannes, unde fusese membru al consiliului de administrație cu un an mai devreme. Acest lucru nu l-a împiedicat să fie membru al Comitetului de selecție din 1970 până în 1973 și nici să joace un rol major la festivalul de la La Rochelle. A vizitat birourile Nouvel Observateur doar pentru a-și lăsa articolele.
Nu s-a implicat în deciziile ziarului pe care le considera discutabile din punct de vedere politic. L-a sunat în mod regulat pe John Daniel pentru a comenta un editorial. A pledat în favoarea cauzei palestiniene, considerând că nu era apărată cum ar trebui. A susținut filme avangardiste, șocante sau dedicate criticii societății, instituțiilor și valorilor tradiționale. În afară de filmele explicit politice, pe care le sprijinea indiferent de considerațiile artistice, a apărat filmele pe care le aprecia nu atât pentru tematica lor, cât pentru subversiunea adusă limbajului cinematografic tradițional.
Godard, Robbe-Grillet, Resnais, Pasolini, Duras și frații Taviani au fost regizori care au fost aproape de sufletul său. Apărător al unei culturi „alternative”, a fost adesea agresiv față de filmele de „Boulevard”, făcute doar pentru divertisment sau distribuție largă, acelea care nu contestau tabuurile moralității și vieții sociale sau obiceiurile noastre de a vedea și gândi. Disprețul său pentru filmele lui Michel Audiard⁠(d), Bourvil și Louis de Funès, pe care le considera burgheze, corespundea viziunii sale despre filme precum cele ale lui Henri Verneuil. – care, conform lui Bory, exaltau valorile burgheze, banii și ambiția – sau cele ale lui Claude Lelouch, în care apar personaje „ajunse” social și astfel legitimându-le.
Dar, dacă această libertate i-a permis să se dedice „cronicii unui film care nu va fi văzut nici de autor, nici de [el]”, aceasta a justificat salariile sale foarte mici. El a considerat angajamentul mai sigur mai târziu. Considera că angajamentul său era ulterior, pe măsură ce conducerea regreta să-l vadă sistematic ignorând filmele cu buget mare și cele populare în rândul publicului larg, exercitând o presiune ușoară prin crearea unui concurent mai puțin militant. În 1972 a refuzat invitația lui François Nourissier⁠(d) de a lucra pentru Point. În schimb, l-a adus pe Michel Grisolia să ajute la pregătirea notelor scurte.
Anii 1970 au fost marcați de lupta sa pentru drepturile homosexualilor. Aceasta se reflectă în lucrările sale autobiografice, La Peau des zèbres în 1969 și Tous nés d'une femme în 1976, dar mai ales în Ma moitié d'orange în (1973), un succes public cu vânzări de 50.000 de exemplare, în care și-a anunțat public homosexualitatea. A apărut în asociația homosexuală locală Arcadia, susținând prima sa conferință. A argumentat în favoarea stângii, FHAR, unul dintre ai cărui membri, Hocquenghem, a devenit coautor al lui Bory a cărții Comment nous appelez-vous déjà? A ajuns la Grupul de Eliberare a Homosexualilor, opunându-se mereu acelor constrângeri tradiționale care apăsau cel mai greu asupra clasei muncitoare și a celor marginalizați.
Paralel cu această luptă, a publicat mai multe eseuri despre romanul popular, precum Eugene Sue, dandy și socialist în 1973 și un eseu istoric Revoluția din iulie sau cele trei zile glorioase, în 1972. Dar principalul său succes în acest moment al carierei a fost Le Pied, care a apărut în 1977 și s-a vândut în peste 100.000 de exemplare. În acest roman fantastic, a provocat unele dintre elitele intelectuale, precum Simone de Beauvoir și Michel Foucault. Căzut într-o depresie profundă în august 1977, a reînceput să scrie în perioada de remisie care a durat din octombrie 1978 până în februarie 1979 și i-a oferit oportunitatea de a publica un portret amuzant al lui Cambacérès în 1978. S-a sinucis la Méréville în noaptea de 11 iunie 1979.

## Lucrări
- Mon village à l'heure allemande, Flammarion, 1945.
- Fragile ou le panier d'œufs, Flammarion, 1950.
- Pour Balzac et quelques autres, éditions Julliard, 1960.
- Eugène Sue, dandy et socialiste, Hachette, 1962.
- L'Odeur de l'herbe, Julliard, 1962.
- La Peau des zèbres, Gallimard, 1969.
- Cinéma I : Des yeux pour voir, 18/10, 1971.
- La Révolution de juillet, Gallimard, 1972.
- Cinéma II : La Nuit complice, 18/10, 1972.
- Cinéma III : Ombre vive, 18/10, 1973.
- Questions au cinéma (Editions Stock, 1973)
- Ma moitié d'orange (première publicație în 1973 în Idéee fixe Julliard) a republicat „Classiques H&O poche”, Béziers : H&O, 2005, 128 pagini. (ISBN: 2-84547-110-6 )
- Cinéma IV : L'Ecran fertili, 18/10, 1974.
- Cinéma V : La Lumière écrit, 18/10, 1975.
- Tous nés d'une femme, Gallimard, 1976.
- Cinéma VI : L'Obstacle et la gerbe, 18/10, 1976.
- Cinéma VII : Multiplu dreptunghi, 10/18, 1977.
- „Vivre à midi”, în Comment nous appelez-vous déjà ? ou ces garçons que l'on dit homosexuels, cu Guy Hocquenghem, Calmann-Lévy, 1977.
- Le Pied, Belfond, 1977.
- Un prix d'excellence, Gallimard, 1986.

## Biografii
- Daniel Garcia, Jean-Louis Bory, 1919–1979, Flammarion, 1979 (reediție în 2009).
- Marie-Claude Jardin, Jean-Louis Bory, Belfond, 1991.